# El Rosario (estación)
El Rosario es una de las estaciones que forman parte del Metro de la Ciudad de México, es una terminal de correspondencia perteneciente a la Línea 6 y la Línea 7, siendo a la vez la estación terminal poniente de la primera y la terminal norte de la segunda. Se ubica al norte de la Ciudad de México, en la alcaldía Azcapotzalco.

## Información general
La estación recibe su nombre por estar ubicada en la Unidad Habitacional El Rosario, que a su vez fue nombrada así por haber sido construida en la ex hacienda del mismo nombre. El emblema de la estación representa un rosario, utilizado para practicar dicha oración. 
Es la única estación de correspondencia de todo el STC construida de forma superficial para las dos líneas que la conforman, siendo a su vez la que cuenta con el transbordo más corto de toda la red, con 20.8 m de separación entre ambas líneas.En ella se encuentran los talleres del mismo nombre, donde se da mantenimiento y descanso a los vagones, y también es en estos talleres donde llegan todos los trenes nuevos de rodadura neumática neumática del STC, siendo el lugar donde se les hace sus primeras pruebas; esto se logra por medio de una vía convencional, la cual se encuentra en el extremo oriente del complejo cerca del encierro de trolebuses y que se conecta con la vía que se encuentra en la calle Ferrocarriles Nacionales de México.
Al igual que sucede otras estaciones terminales, como Indios Verdes, Martín Carrera o Pantitlán, de la estación El Rosario parten numerosas rutas de otros tipos de transporte urbano y suburbano, particularmente que comunican la Ciudad de México con el Estado de México. El antiguo paradero de autobuses fue remodelado y hoy cuenta con una plaza comercial, similar a las de Ciudad Azteca o Zapata o a los del Ferrocarril Suburbano. 
De igual forma, aquí se encuentra el CTC, conocido como Centro de Transferencia Canina del Metro de la Ciudad de México, lugar donde se le da alojamiento temporal a los canes que se han llegado a extraviar en las instalaciones del metro, brindándoles cuidados y atención veterinaria; esto en pro de atender a los mismos, que pueden ser adoptados por el público en general, o bien ser devueltos a sus dueños y familias si es que fueron extraviados.

## Afluencia
En 2014, El Rosario registró 48 596 pasajeros en promedio en día laborable.
En la línea 6:
| Tipo     | Afluencia promedio |
| -------- | ------------------ |
| Total    | 5,231,361          |
| Promedio | 14,332             |
| Máxima   | 23,527             |
| Mínima   | 4,517              |

En la línea 7:
| Tipo     | Afluencia promedio |
| -------- | ------------------ |
| Total    | 12,506,283         |
| Promedio | 34,264             |
| Máxima   | 50,026             |
| Mínima   | 9,271              |

Las siguientes tablas muestran la afluencia de la estación (por línea) en los últimos 10 años:
| Afluencia Anual de Pasajeros (Línea 6) | Afluencia Anual de Pasajeros (Línea 6) | Afluencia Anual de Pasajeros (Línea 6) | Afluencia Anual de Pasajeros (Línea 6) | Afluencia Anual de Pasajeros (Línea 6) | Afluencia Anual de Pasajeros (Línea 6) |
| -------------------------------------- | -------------------------------------- | -------------------------------------- | -------------------------------------- | -------------------------------------- | -------------------------------------- |
| Año                                    | Afluencia                              | A Diario                               | Ranking                                | Incremento                             | Ref.                                   |
| 2024                                   | -                                      | -                                      | -                                      | -                                      |                                        |
| 2023                                   | 4,970,665                              | 13,618                                 | 96°/195                                | +8.40%                                 | [ 4 ]                                  |
| 2022                                   | 4,585,692                              | 12,563                                 | 93°/175                                | +53.69%                                | [ 5 ]                                  |
| 2021                                   | 2,983,811                              | 8,174                                  | 110°/195                               | -10.44%                                | [ 6 ]                                  |
| 2020                                   | 3,331,663                              | 9,102                                  | 110°/195                               | -43.19%                                | [ 7 ]                                  |
| 2019                                   | 5,864,983                              | 16,068                                 | 112°/195                               | -7.08%                                 | [ 8 ]                                  |
| 2018                                   | 6,311,614                              | 17,292                                 | 105°/195                               | +2.88%                                 | [ 9 ]                                  |
| 2017                                   | 6,134,797                              | 16,807                                 | 108°/195                               | -2.93%                                 | [ 10 ]                                 |
| 2016                                   | 6,319,904                              | 17,267                                 | 105°/195                               | -10.03%                                | [ 11 ]                                 |
| 2015                                   | 7,024,442                              | 19,254                                 | 93°/195                                | +17.41%                                | [ 12 ]                                 |

| Afluencia Anual de Pasajeros (Línea 7) | Afluencia Anual de Pasajeros (Línea 7) | Afluencia Anual de Pasajeros (Línea 7) | Afluencia Anual de Pasajeros (Línea 7) | Afluencia Anual de Pasajeros (Línea 7) | Afluencia Anual de Pasajeros (Línea 7) |
| -------------------------------------- | -------------------------------------- | -------------------------------------- | -------------------------------------- | -------------------------------------- | -------------------------------------- |
| Año                                    | Afluencia                              | A Diario                               | Ranking                                | Incremento                             | Ref.                                   |
| 2024                                   | -                                      | -                                      | -                                      | -                                      |                                        |
| 2023                                   | 8,701,870                              | 23,840                                 | 32°/195                                | +9.71%                                 | [ 4 ]                                  |
| 2022                                   | 7,931,510                              | 21,730                                 | 34°/175                                | +27.00%                                | [ 13 ]                                 |
| 2021                                   | 6,245,113                              | 17,109                                 | 34°/195                                | -12.15%                                | [ 14 ]                                 |
| 2020                                   | 7,108,556                              | 19,422                                 | 31°/195                                | -44.43%                                | [ 15 ]                                 |
| 2019                                   | 12,792,425                             | 35,047                                 | 27°/195                                | -3.38%                                 | [ 16 ]                                 |
| 2018                                   | 13,240,097                             | 32,224                                 | 24°/195                                | -0.36%                                 | [ 17 ]                                 |
| 2017                                   | 13,287,373                             | 36,403                                 | 24°/195                                | -5.25%                                 | [ 18 ]                                 |
| 2016                                   | 14,023,384                             | 38,315                                 | 24°/195                                | +2.38%                                 | [ 19 ]                                 |
| 2015                                   | 13,696,885                             | 37,525                                 | 24°/195                                | -0.82%                                 | [ 20 ]                                 |

## Conectividad

### Salidas
- Por línea 6 al oriente: Tierra Colorada y Avenida El Rosario Colonia El Rosario.
- Por línea 6 al poniente: Tierra Colorada y Avenida El Rosario Colonia El Rosario.
- Por línea 7 al norte: Tierra Caliente y Avenida El Rosario Colonia Tierra Nueva.
- Por línea 7 al sur: Tierra Caliente y Avenida Tres Culturas Colonia Tierra Nueva.

### Conexiones
Existen conexiones con las estaciones y paradas de diversos sistemas de transporte:
- Líneas 4 y 6 del Trolebús.
- Línea 6 del Metrobús.
- Algunas rutas de la Red de Transporte de Pasajeros.
- La estación cuenta con un CETRAM.

## Sitios de interés
- Escuela Normal Superior de México
- Parque Tezozómoc